# Polypremum
- Commons
- Wikispecies

Polypremum L. é um gênero botânico da família Tetrachondraceae.

## Sinonímia
- Hasslerella Chodat

## Espécies
Apresenta 5 espécies:
- Polypremum laxum
- Polypremum linnaei
- Polupremum procumbens
- Polypremum schlechtendahli
- Polypremum squarrosum
- «Lista das espécies»

## Classificação do gênero
| Sistema | Classificação                      | Referência               |
| ------- | ---------------------------------- | ------------------------ |
| Linné   | Classe Tetrandria, ordem Monogynia | Species plantarum (1753) |